# Татарщина (Даровський район)
Тата́рщина (рос. Татарщина) — присілок у складі Даровського району Кіровської області, Росія. Входить до складу Даровського міського поселення.
Населення становить 58 осіб (2010, 109 у 2002).
Національний склад станом на 2002 рік — росіяни 99 %.